# عرب عزة
عرب عزة قرية سوريّة تتبع إداريّاً لمحافظة حلب منطقة جرابلس ناحية غندورة، بلغ تعداد سكانها 417 نسمة حسب التعداد السكاني لعام 2004.